# 정인성 (연예인)
정인성(중국어 정체자: 鄭茵聲, 한자음: 정인성, 1988년 3월 28일 ~)은 대만의 가수, 배우이자 연예인이다.